# MR-73 (métro)
Pour les articles homonymes, voir MR-73.
Le MR-73 est un type de rames sur pneumatiques commandées en 1973 par la Ville de Montréal lors du prolongement de son métro. Le constructeur Bombardier obtient ce contrat de construction de 423 voitures formant 141 éléments, similaires aux MP 59 du métro de Paris, qu'elle livre en 1976 mais trop tard pour les Jeux olympiques de Montréal puisque le premier train entre en service en novembre 1976 . Depuis l'entrée en service des trains MPM-10, les MR-73 sont désormais utilisées sur les lignes verte, où l'on retrouvait autrefois seulement les MR-63, jaune et bleue. Les MR-73 se distinguent visuellement de ces dernières par leurs phares carrés plutôt que ronds, leurs intérieurs bleus ou orange plutôt que blancs et par le timbre musical entendu lors de leur départ (qui est en fait causé par leur système électrique).

## Description

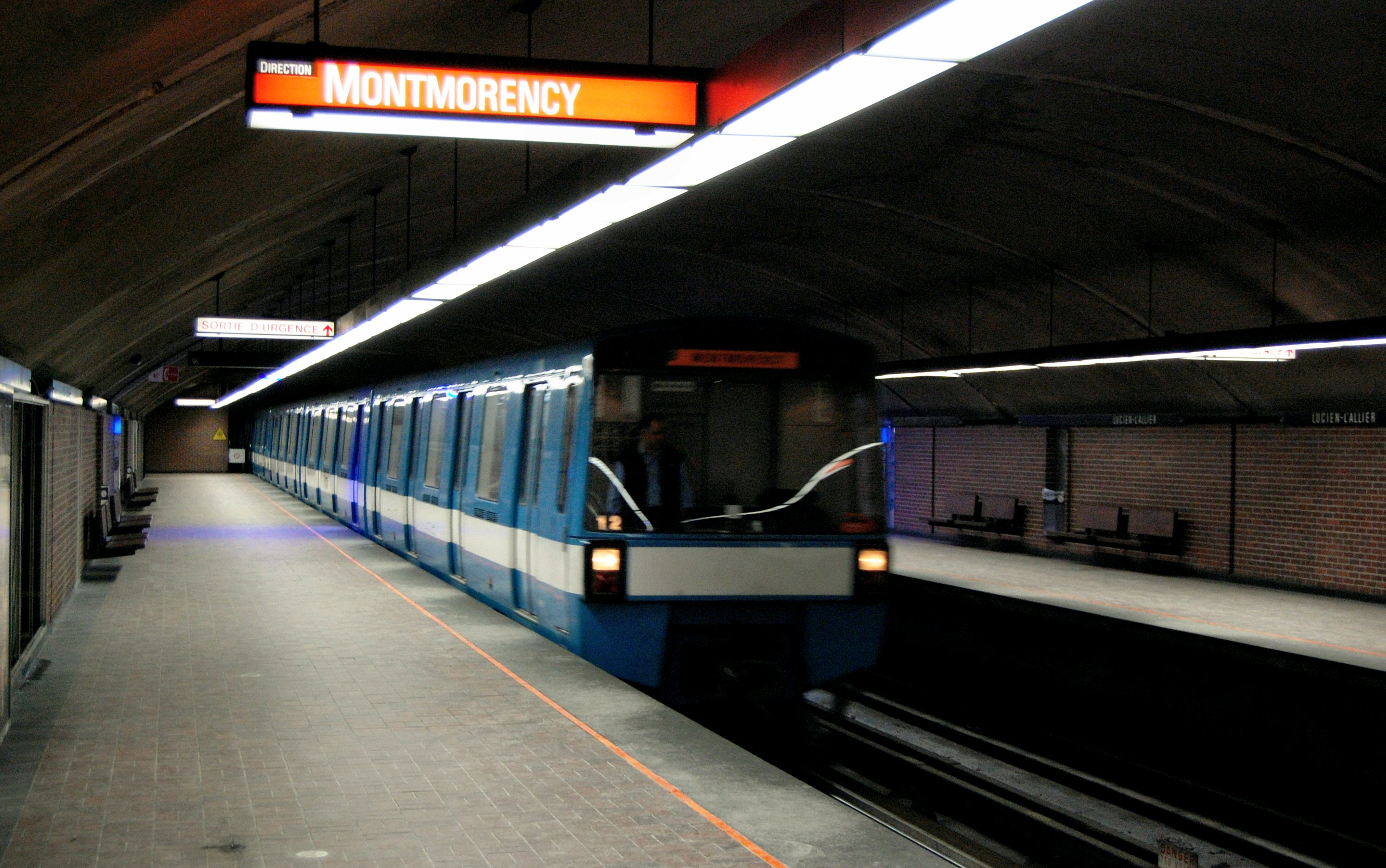
La rame en 2009.

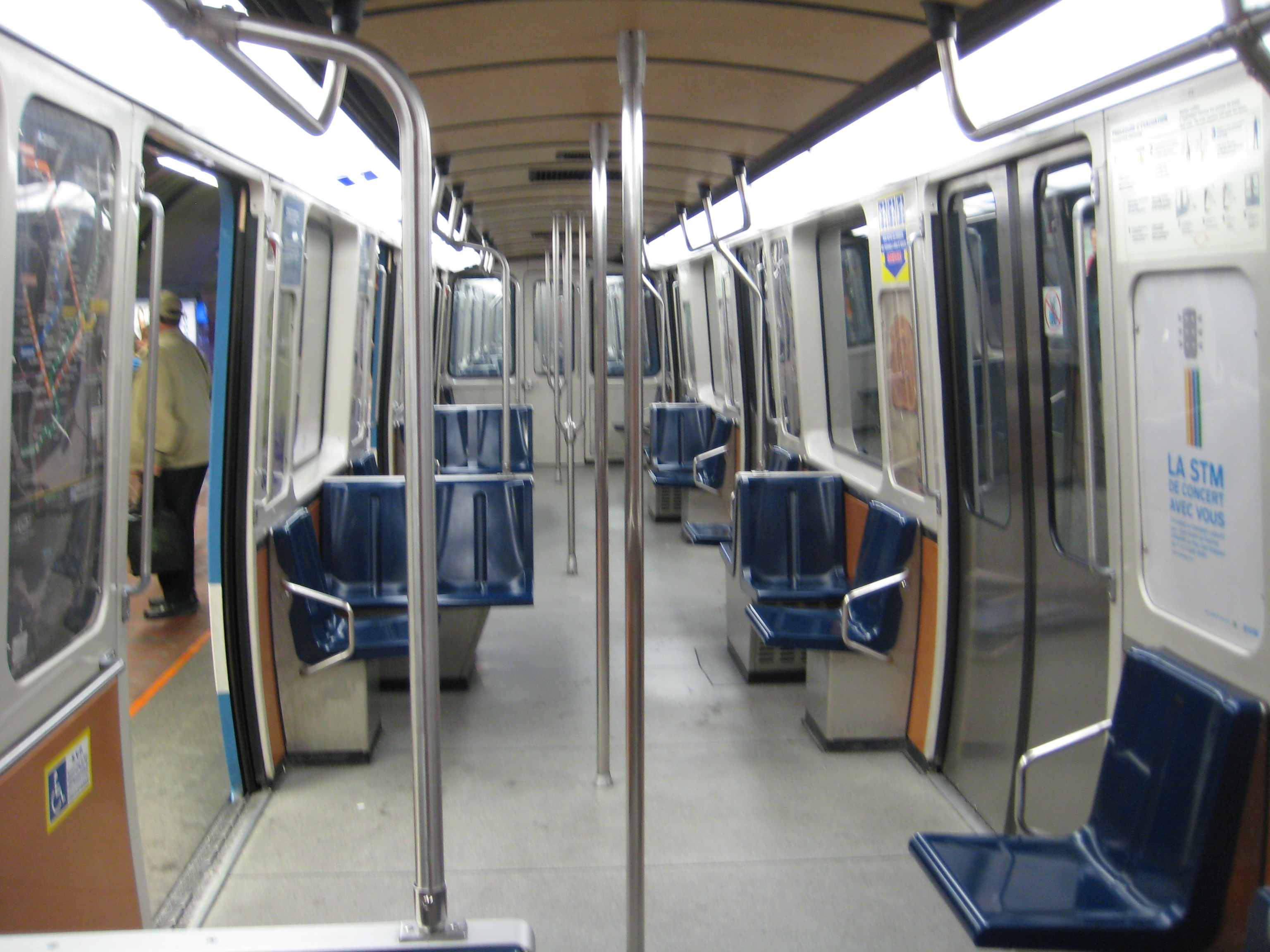
Intérieur de la rame avec design modifié en 2008.

Les voitures sont composées d'un alliage d'acier léger, mesurent 2,5 mètres de largeur sur 16 mètres de long et comportent quatre portes coulissantes à deux battants de chaque côté. On y retrouve 40 sièges et de la place pour environ 60 passagers debout mais leur capacité totale de charge est de 160 passagers. Les éléments sont faits de trois voitures, ayant une motrice à chaque extrémité, mais peuvent être assemblés en multiples éléments. Les motrices comportent une loge pour un conducteur. Les sièges et les bas de murs intérieurs originaux des MR-73 sont orangé. La cloison de loge de conduite de certaines voitures comportaient des murales mais ces dernières ont été vandalisées et retirées.
En général, les trains ont trois éléments sauf sur la ligne bleue qui ne compte que deux éléments. L'élément de queue a l'une de ses motrices faisant face vers l'arrière de telle sorte que le train peut être changé de direction de roulement aux terminus sans nécessiter une plaque tournante, juste un aiguillage.
Les moteurs électriques produisent au maximum 174 CV en accélération (en continu 168 CV) pour atteindre une vitesse maximale de 75 km/h et une accélération initiale de 1,43 m/s², exceptionnellement élevé pour un métro. Le contrôle des moteurs se fait par des « hacheurs de courant » en cinq étapes afin de ne pas provoquer de surcharge et remplace les rhéostats qu'on trouvait sur les MR-63. Ce système développé par la compagnie CANRON a été testé d'abord sur les moteurs Jeumont de trois éléments MR-63.
Ce système augmente électroniquement la tension électrique envoyée aux moteurs. Ceux-ci ne peuvent en effet recevoir que 100 volts au démarrage mais le courant du réseau est de 750 volts. Le hacheur module donc le courant en cinq étapes consécutives  grâce à  un circuit à thyristors. Les fréquences d'opérations de ce système (90, 120, 180, 240 et 360 Hz) donnent des vibrations dont en général seulement les trois dernières sont audibles. C'est ce dispositif électronique qui produit les trois notes (fa, si bémol, fa) désormais familières aux oreilles des Montréalais entendues au démarrage de la rame. Ces pulsations produisent, totalement par hasard, les trois premières notes de la pièce musicale Fanfare for the Common Man, par Aaron Copland, l'un des thèmes musicaux d'Expo 67.
Chaque voiture est montée sur deux bogies, chacun ayant quatre pneus et quatre roues d'acier de secours. Comme elles roulent sur des pneus, elles sont très silencieuses par rapport à des trains sur rails et peuvent monter des pentes plus abruptes, jusqu'à 6,5 %. Elles ont des freins électromagnétiques qui agissent sur des roulettes guides latérales qui s'appuient des barres verticales, en plus du système par friction. Le freinage électromagnétique est totalement différent de celui des MR-63 et permet de récupérer une partie de l'énergie cinétique de la rame. Les hacheurs de courant s'inversent et transforment les moteurs en générateurs et l'électricité ainsi récupérée est retournée vers le réseau électrique du Métro. Ceci est particulièrement efficace si on coordonne les arrêts d'un train avec le départ d'un autre.
En février 2018, la STM estime que les voitures MR-73 ont été jugées « encore suffisamment fiables pour que leur vie soit prolongée de 10 à 20 ans.

## Rénovations
En 2003, soit vingt-sept ans après leur entrée en service, ces voitures originales avait parcouru plus de deux millions de kilomètres chacune. Entre 2005 et 2008, les voitures MR-73 ont été rénovées au coût de 40 millions de $CA. Il s'agit surtout du réaménagement des intérieurs en modifiant la configuration des sièges (qui passent de 40 à 34) et l'ajout de tripodes et de barres d'appui pour accommoder un plus grand nombre de passagers debout. La couleur des revêtements devient un orange moins criant et celle des sièges est changée au bleu foncé ce qui décourage le vandalisme, diminue le mal des transports chez les personnes qui y sont susceptibles et donne un effet psychologique calmant. Le système d'éclairage à spectre visible complet, les sièges des passagers et des conducteurs sont également plus ergonomiques.

## Timbre sonore de fermeture de porte
En 2010 et 2011, la STM a ajouté un timbre sonore avisant les usagers que les portes vont se fermer. Le signal a repris les trois notes de départ émises par les hacheurs de courant, étant donné que les oreilles des Montréalais ont associé ces trois notes au départ du métro.

## Parc
Chaque élément est constitué comme pour les MR-63 de deux motrices encadrant une remorque, attelés ensuite pour former des rames de deux ou trois éléments.
La numérotation, reprenant elle aussi le principe des MR-63 de façon simplifiée à cinq chiffres au lieu de six — Les MR-63 seront renumérotées selon ce principe —, est la suivante :
- Motrices : 79-501 à 79-782 ;
- Remorques : 78-001 à 78-141.

Le premier élément est composé comme suit : 79-501 + 78-001 + 79-502. Le 141e et dernier élément est composé comme suit : 79-781 + 78-141 + 79-782.